# Il giocoliere
Il giocoliere è un dipinto (110x79 cm) realizzato nel 1943 dal pittore Marc Chagall.
È conservato nel The Art Institute di Chicago. È firmato in basso a destra "Chagall Marc, 1943".
Il soggetto centrale del quadro, un giocoliere, è in realtà un'allegoria con la quale Chagall intende raffigurare la natura dell'umanità: questi, infatti, pur conservando una figura antropomorfa, possiede ali e testa di uccello mentre il corpo, umano, racchiude altre figure come il violinista sulla sinistra della tela, che rappresenta l'arte. Sul braccio destro il giocoliere porta appeso un orologio, simbolo del tempo che scorre. La figura del giocolatore si inscrive in una pista circense, nella quale si intravedono altre figure e degli spettatori che assistono all'essere dell'umanità.